# Flying Nun Records
Flying Nun Records est un label de rock indépendant fondé en 1981 par Roger Shepherd à Christchurch en Nouvelle-Zélande. Il est le label à l'origine du courant dit du « Dunedin sound » au cours des années 1980.

## Artistes
- Able Tasmans
- The Axemen
- Bailter Space
- The Bats
- The Bilders
- Bird Nest Roys
- The Chills
- The Clean
- Crude
- The Dead C
- The Expendables
- Alastair Galbraith
- The Gordons
- The Great Unwashed
- Headless Chickens
- Jean-Paul Sartre Experience
- David Kilgour (en)
- Chris Knox
- Love's Ugly Children
- Mainly Spaniards
- The Puddle
- the Renderers
- Scorched Earth Policy
- The Skeptics
- Snapper
- Sneaky Feelings
- The Stones
- Straitjacket Fits
- Tall Dwarfs
- The Terminals
- The 3Ds
- The Verlaines
- Betchadupa
- The D4
- Die! Die! Die!
- Garageland
- Gerling
- Ghost Club
- Grayson Gilmour
- High Dependency Unit
- The Mint Chicks
- PanAm
- The Phoenix Foundation (en)
- The Subliminals
- Badd Energy